# غرب الاستوائية (ولاية)

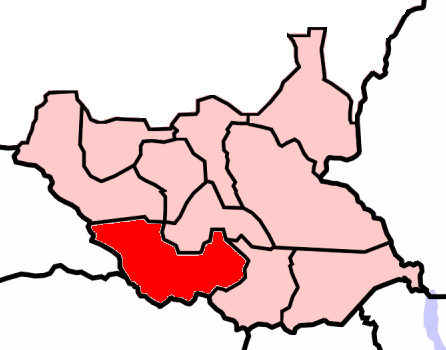
ولاية غرب الاستوائية

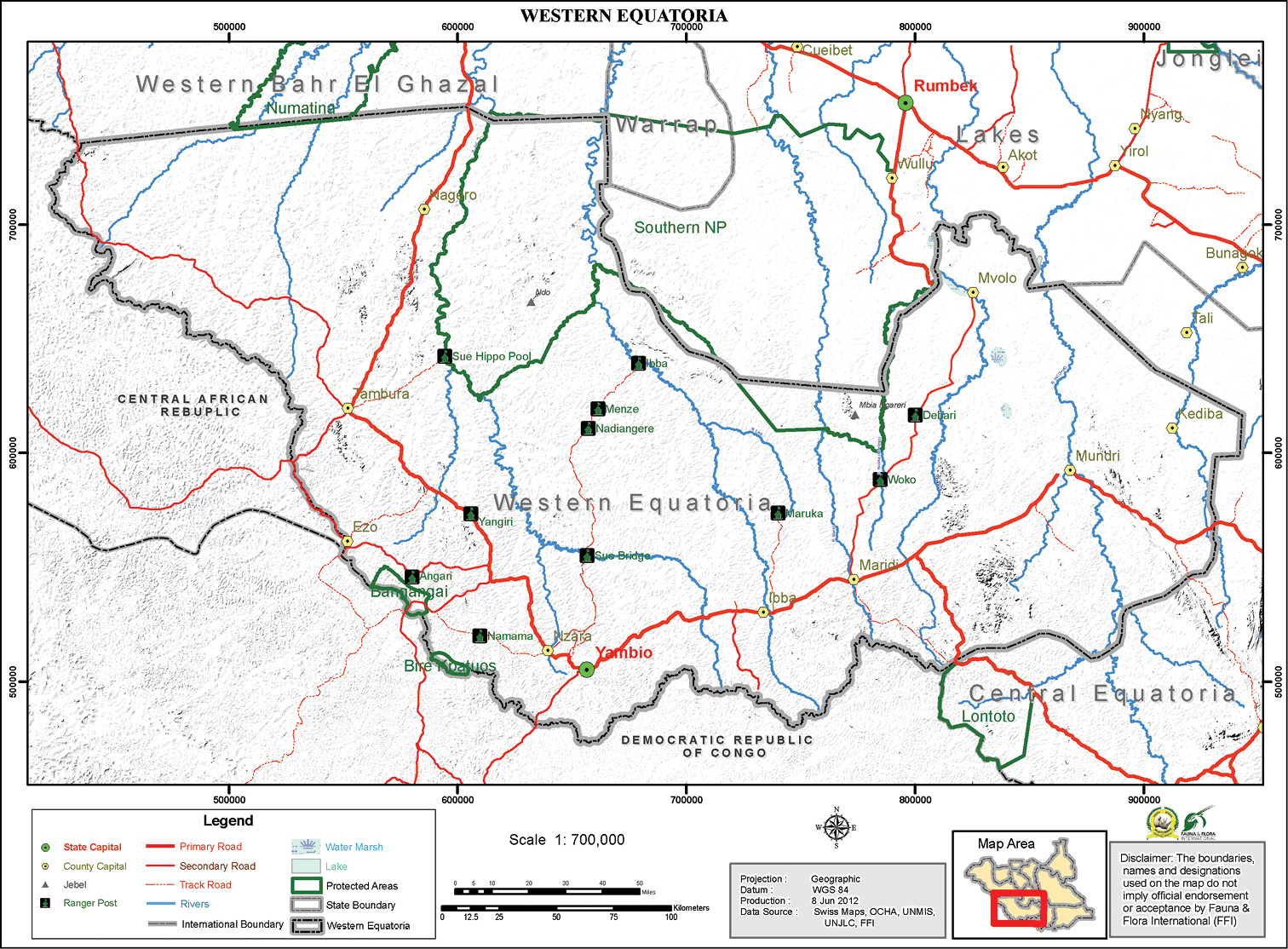

ولاية غرب الاستوائية إحدى الـ10 ولايات في جنوب السودان. مساحتها 79,31 كم²، ويقدر عدد سكانها ب 360,000 نسمة حسب إحصاءات عام 1983. عاصمتها يامبيو.